# Empire: Total War
Empire: Total War é um jogo de computador desenvolvido pela produtora Creative Assembly. O jogo foi anunciado a 22 de agosto de 2007, seu desenvolvimento começou em 2006 e foi lançado em 3 de março de 2009. Este é o quinto jogo da série Total War.

## Jogabilidade
Empire: Total War desenrola-se durante o Séc. XVIII e inícios do Séc. XIX (de 1700 até 1800, em 100 "turnos"). Uma grande parte do jogo trata de exploração e conquista, lutando guerras longe do próprio país e fundando colônias em zonas tão distintas como a Europa, Norte da África, America (Norte e central) e Índia.
Além de que existem 4 regiões de comércio marítimo: a costa do Brasil, o Golfo da Guiné, o Canal de Moçambique e as Índias Orientais. Assim como nos outros jogos da série ele possui dois tipos de Gameplay: um mapa de campanha geopolítico em turnos que permite ao jogador mover exércitos e navios através do globo, conduzir a diplomacia, comércio, espionagem e as políticas internas de suas nações, assim como um mapa de batalha em tempo real que permitem ao jogador comandar diretamente as batalhas.
As únicas facções jogáveis são as 8 facções maiores e mais influentes do mundo: Da Europa ocidental tem o Reino da Grã-Bretanha, Reino de França, Províncias Unidas (República dos Países Baixos), Reino de Espanha e Reino da Suécia; enquanto a Europa central e oriental é representada por: Reino da Prússia, República das Duas Nações (Comunidade polaco-lituana), Monarquia de Habsburgo (Áustria) e o Império Russo; nos balcãs e no oriente médio o poder dominante é o Império Otomano, e o Império Marata é o poder maior do subcontinente indiano. No novo o protetorato mais influente é As Treze Colônias, que podem se tornar os Estados Unidos. Várias nações menores existem no mapa, como os pequenos estados italianos e alemães, tribos nativas americanas, nações do norte da áfrica e outros.
Uma campanha histórica chamada "Estrada para a Independência" também é incluída, que guia o jogador durante a Colonização britânica da América em 3 capítulos, que são compostos por batalhas com base histórica seguidas da manutenção da facção. Na primeira o jogador estabelece e desenvolve a colonia de Jamestown (Virgínia), na segunda o jogador enfrenta os Franceses e seus aliados nativos na Guerra Franco-Indígena, e na terceira o jogador comanda o Exército Continental durante a Guerra da Independência dos Estados Unidos. Completar essa campanha desbloqueia os Estados Unidos para a grande campanha e para a um quarto capítulo da campanha (ambos mais curtos que o normal, pois começam em 1783).

### Campanha
A campanha principal envolve a escolha de uma facção e transforma-la em um império global durante o século 18. Cada facção controla várias províncias históricas, cada uma com uma capital, e um número de outros assentamentos que vão de vilas menores até portos marítimos prósperos. O jogador pode recrutar navios e exércitos para tomar e defender províncias militarmente, ou adotar diplomacia e políticas para fazer avanços no jogo. Em adição, os jogadores podem usar a economia e a religião em vantagem própria, assim como ações clandestinas como espionagem e assassinato. No mapa de campanha cada turno dura 6 meses começando no verão ou no inverno, permitindo ao jogador fazer tudo o que  é necessário antes de finalizar o turno e permitir que a IA faça os movimentos das outras facções.
O mapa foi modificado dos que tinham nos jogos anteriores para refletir as políticas e economias modernas.
O modo da campanha é similar ao de Rome: Total War e Medieval II: Total War, mas inclui muitos conteúdos extras. O jogo se foca em 3 "teatros" principais: a Europa (que inclui o Oriente Médio e o Norte da África), as Américas e o Subcontinente Indiano, assim como quatro teatros menores para comércio: as Índias Orientais, Costa do Marfim, Canal de Moçambique e o Brasil As províncias funcionam de modo descentralizado, apesar de que ainda existem um assentamento central, outras localizações da província podem agir no comércio e na tecnologia o que permite ao jogador destruir a produtividade de uma província sem atacar o assentamento central. Diplomacia, impostos e comércio são simplificadas para diminuir a necessidades de Micromanagement . Parte disso vem na capacidade de apontar ministros para formar um gabinete para comandar a nação. Os jogos anteriores permitiam colocar governadores em cada cidade maior,cujas qualificações só afetavam essa cidade, enquanto os ministros afetam todas as cidades, modificando desde o tamanho da cidade até as bases da sociedade. Estudiosos vagantes, espiões, missionários e assassinos dos outros jogos que eram usados para lidar com a diplomacia, comércio e espionagem foram substituídos por apenas 3 unidades: Cavalheiros, Libertinos e Missionários. Os Cavalheiros podem realizar desafios para um duelo com outaras unidades para provar sua honra ( e com isso eliminar o risco diplomático ao se ligado a uma trama de assassinato), enquanto os Libertinos podem realizar tarefas clandestinas como assassinato, espionagem e sabotagem. Unidades isomórficas existem para certas nações (especialmente como otomanos, persas e outros do oriente médio, que podem usar membros da Ordem dos Assassinos no lugar de libertinos, e nações indianas que podem usar Thugs com o mesmo efeito), e todas as nações ao sul e ao oeste do império otomano usam Eruditos Orientais em vez dos Cavalheiros (o que não é completamente isomórfico, pois eles não podem duelar), e uma variedade de líderes religiosos isomórficos, como os missionários católicos, ortodoxos e protestantes, Imãs, e bramares. Os exércitos também diferem: além de serem produzidos por assentamentos e então liderador por generais pelo jogador, generais também podem recrutar diretamente a partir de assentamentos próprios. Jogadores também podem pesquisar tecnologias em uma arvore tecnológica, liderando avanços e novas descobertas em áreas como infraestrutura, politica, agricultura e militarismo.
Mudanças no governo podem ocorrer durante a campanha, como a ascensão do Republicanismo, ou a criação dos Estados Unidos, caso o império britânico não seja capaz de manter a ordem social. Nações com governos muito impopulares, com exploração dos trabalhadores e com um histórico de revoltas e demandas populares por mudanças podem sobre revoluções similares a Revolução Francesa, quando as classes média e alta estão insatisfeitas uma guerra civil ou uma revolta pode acontecer. Quando rebeliões ocorrem o jogador pode escolher entre apoiar os rebeldes ou os lealistas. O tipo de governo instalado na facção vai determinar como outras facções veem o jogador e vão influenciar suas relações diplomáticas. Apesar de que a religião não possui uma importância central como em Medieval 2, ela ainda é importante para manter o comando de regiões recentemente conquistadas e define alguns graus das relações diplomáticas.

### Combate
A segunda parte mais importante do gameplay é o sistema de batalha. Diferentemente da parte da campanha, o jogador controla as batalhas em tempo real. Assim como todos os jogos da série, as batalhas ocorrem tanto em terra como na água. Mas, Empire é o primeiro Total War que permite que as batalhas navais sejam comandadas em tempo real; nos jogos anteriores as batalhas navais eram resolvidas automaticamente pela inteligencia artificial do jogo, levando em conta fatores como o número de navios,da tripulação e o tipo de armamento para decidir o vitorioso. A resolução automática para as batalhas tanto em terra quanto no mar é disponível, e fora do mapa da campanha é possível jogar recriações de batalhas históricas.
Nos combates terrestre o jogador comanda exércitos do século 18 consistindo de uma variedade de unidades, como Cavalaria, mosqueteiros, Caçador (militar), e Artilharia. Cada unidade tem suas vantagens, desvantagens, custo e nível de efetividade geral. O terreno e as táticas são extremamente importantes para alcançar a vitória. Cada unidade possui um nível de moral, que aumenta conforme a batalha está favorável a sua facção, ou diminui, em casos como perdas pesadas, bombardeio de artilharia ou a morte de um general. Situações táticas como atacar os flancos ou eliminar os reforços também afetam dramaticamente a moral. Quando a moral fica muito baixa a unidade inicia uma fuga do campo, dependendo do estado da moral é possível fazer a unidade retomar a luta. A vitoria é atingida ao fazer todas as unidades inimigas fugirem ou aniquilar o exército inimigo. Além disso, batalhas de cerco podem ser ganhas ao tomar a praça central do assentamento pelo tempo necessário. Em Empire também são introduzidos vários elementos novos para o campo de batalha. Unidades podem se esconder atrás de muros, barricadas ou construções, o que gera uma interação maior nas batalhas, e fazendo alguns edifícios serem pontos estratégicos. Defesas de campo podem ser instaladas em tempo real, assim como as unidades de infantaria podem pular pequenos obstáculos (como cercas). As armas de pólvora tem chance de falar e podem emperrar. Cada unidade tem diferentes formações e capacidades, como formações em quadrado, diamante, equipar baionetas ou atirar a vontade.
Nas batalhas navais, os jogadores podem controlar uma frota de até 20 navios, variando de classe, tamanho, armamento e tripulação. Assim como nas batalhas terrestres o jogador deve usar táticas do século 18. Assim como as unidades de terra a tripulação possui moral quando a moral é reduzida durante a batalha a tripulação pode tentar se render ou fugir. Uma batalha é ganha quando todos os navios inimigos tiverem sido afundados, se rendido ou fugido do mapa. Navios individuais podem ser ajustados para permitir um campo de fogo máximo para se manter como um alvo miniminizado, enquanto permanece com uma formação geral com o reto da frota. Os jogadores podem designar a parte do navio inimigo que serão os alvos como: os mastros, as armas e a tripulação, para afunda-lo ou enfraquece-lo o bastante para que a tripulação de um navio possa tentar toma-lo em uma abordagem corpo-a-corpo, caso o navio seja capturado ele passa para a facção que o capturou após a batalha. Vários tipos de munição podem ser usados como Metralhas (para matar a tripulação), Bala encadeada (para danificar as velas) e Pelouro (artilharia) (para danificar as armas e o casco do navio). O clima é muito importante na batalha, com climas ruins fazendo efeitos como deixar a visibilidade curta, reduzir a velocidade dos navios e até danificar os navios. Ao contrário de seu sucessor, Napoleon: Total War, os navios não podem ser reparados no meio da batalha, mas o fogo pode ser apagado automaticamente.